# Филип II фон Валдек
Филип II фон Валдек (на немски: Philipp II von Waldeck-Eisenberg, * 3 март 1453, † 26 октомври 1524 в замък Шпаренбург в Билефелд) е от 1475 г. граф на Валдек-Айзенберг в Германия.
Той е вторият син на граф Фолрад фон Валдек (1399–1475) и на Барбара фон Вертхайм (* 1422), дъщеря на граф Михаел I фон Вертхайм (1400 – 1440) и София фон Хенеберг (1395 – 1441).
Филип II е определен да стане свещеник. След смъртта на баща му през 1475 г. по-големият му брат Филип I го наследява като граф от линията Валдек-Валдек и умира същата година. Филип II се отказва от духовничесвото и започва да управлява графството Валдек-Валдек като настойник на своя малолетен племенник Хайнрих VIII. През 1486 г. той разделя графството с племенника си: Филип II става граф на Валдек-Айзенберг, Хайнрих VIII получава Валдек-Вилдунген.
През 1499 г. в Айзенберг се открива злато. През 1505 г. Филип II получава разрешение от херцог Вилхелм IV от Юлих-Берг да направи мини.
Филип II фон Валдек е съюзник на архиепископа на Майнц Албрехт. Затова той е пленен през март 1516 г. от Гьоц фон Берлихинген и освободен след дълго време след плащането на 8900 дуката.

## Фамилия
На 3 ноември 1478 г. Филип II фон Валдек се жени за Катарина фон Солмс-Лих († 1492), дъщеря на Куно фон Солмс-Лих и Валпургис фон Даун († 12 декември 1492 или 1493), с която има децата:
- Георг (1483 – 1504)
- Анна (* 1485)
- Филип III (* 9 декември 1486, † 1539), граф на Валдек-Айзенберг
- Клара (* 1487)
- Франц (* 7 юли 1488, † 15 юли 1553), от 1530 г. администратор на Минден, от 1530 г. епископ на Минден, от 1532 г. епископ на Оснабрюк, Мюнстер
- Елизабет (* 1489)

През 1497 г. той се жени втори път за Катарина фон Кверфурт (* ок. 1450; † 22 февруари 1521, Келбра)), вдовица на граф Гюнтер XXXVIII фон Шварцбург-Бланкенбург (1450 - 1484), дъщеря на Бруно VI фон Кверфурт († 1496) и Анна фон Глайхен-Тона († 1481).